# El maestro de la inocencia
El maestro de la inocencia (título original en inglés Burning Bright) es una novela histórica escrita en 2007 por Tracy Chevalier. Salió en España el 29 de febrero de 2008 (aprovechando que era año bisiesto).

## Argumento
La obra transcurre entre marzo de 1792 y julio de 1793. Tras la trágica muerte de uno de sus hijos, la familia Kellaway de Dorsetshire, formada por un maestro sillero su mujer, y sus hijos Jem y Massie, se traslada a Londres para iniciar una nueva vida. Allí, los hermanos conocen a Maggie, una londinense de pura cepa con quien se embarcan en una aventura de iniciación y aprendizaje. Se instalarán en el número 12 de Hercules Buildings y sus vecinos serán William Blake y su mujer Cahtherine. Tendrán aventuras con el circo insólito de Philip Astley, un sargento de caballerías retirado.
En el transcurso de la obra se desata la Revolución francesa y William Blake les muestra a los niños uno de sus libros más famosos: Cantos de inocencia. También aparece el libro Cantos de experiencia que supone el paso del tiempo para los hermano y para su amiga Maggie.
Massie queda embarazada del hijo de Philip Astley, pero decide quedarse con el bebé. Avergonzada regresa a Dorsetshire tras un tiempo en el que había permanecido oculta en Londres. Maggie, que había trabajado en una fábrica de mostaza, se la encuentra y decide ahorrar para costearse el billete y así acompañarla a su pueblo. En el pueblo se cuchichea su llegada, pero todo vuelve a al normalidad. Es una mera descripción alegórica del paso del tiempo.